# Köllnitzer Fließ
Das Köllnitzer Fließ ist ein linker Zufluss der Dahme in Brandenburg.

## Verlauf
Das Fließ beginnt am nordwestlichen Ufer des Großen Schauener Sees und fließt dort durch den Wohnplatz Fischerhaus Köllnitz der Stadt Storkow (Mark). Es unterquert die Bundesstraße 246 und fließt s-förmig rund einen Kilometer in nordwestlicher Richtung. Von Norden und Süden führen weitere Gräben zu, die dort landwirtschaftliche Flächen entwässern. Es durchfließt den Grunewaldsee und verläuft anschließend auf rund 2,3 km südlich von Klein Schauen annähernd parallel zur nördlich gelegenen Landstraße 391 bis nach Görsdorf bei Storkow. Dort unterquert es die Straße Zum Kutzingsee, nimmt von Süden kommend den Laichgraben aus dem Kutzingsee aus, um anschließend nach erneuter Unterquerung der Landstraße 391 in den Wolziger See zu entwässern.